# محي الدين النكساري
محي الدين محمد بن إبراهيم بن حسن النكساري الرومي الحنفي '.